# Ella Powell
Ella Mae Florence Powell (* 1. Februar 2000 in Cardiff) ist eine walisische Fußballspielerin.

## Karriere

### Vereine
Powell spielte zunächst und gemeinsam mit Jungen für die im Vorort von Cardiff ansässigen Radyr Rangers Fußball, im weiteren Verlauf und bis zum Alter von 17 Jahren für die B-Juniorinnen von Cardiff City. Mit ihrem Abschluss an der Radyr Comprehensive-School begab sie sich in die Vereinigten Staaten um ein Studium in Journalismus zu beginnen. Für das Sport-Team der Georgia State University in Atlanta im Bundesstaat Georgia, die Panthers, kam sie 2018 als Freshman in 18 Meisterschaftsspielen der Sun Belt Conference innerhalb der NCAA Division I zum Einsatz.
Nach ihrer Rückkehr nach England kam sie für mehrere Vereine in der Women’s Super League 2, der zweithöchsten Spielklasse im englischen Frauenfußball, zum Einsatz. Zunächst spielte sie für den in Lewes in der Grafschaft East Sussex ansässigen Football Club in der Saison 2019/20, anschließend eine Saison lang für den Ligakonkurrenten Charlton Athletic und seit der Saison 2021/22 für Bristol City. Für diesen Verein bestritt sie zunächst bis Saisonende 2022/23 39 Zweitligaspiele, in denen ihr ein Tor gelang. Mit dem Aufstieg in die höchste Spielklasse, der FA Women’s Super League, erzielte sie in 20 Punktspielen ein Tor. Ihr Erstligadebüt erfolgte zum Saisonstart am 1. Oktober 2023 bei der 2:4-Niederlage im Heimspiel gegen die Frauenfußballmannschaft von Leicester City, ihr erstes Tor folgte am 5. November 2023 (5. Spieltag) beim 3:2-Sieg im Auswärtsspiel gegen West Ham United mit dem Treffer zur 2:1-Führung in der 37. Minute. Nach der einjährigen Erstligazugehörigkeit, ist sie mit ihrer Mannschaft erneut in der zweithöchsten Spielklasse aktiv.

### Nationalmannschaft
Powell gehörte zunächst den Nachwuchsnationalmannschaften des FAW der Altersklassen U15, U16 und U17 an; für Letztere bestritt sie in den Jahren 2016 und 2017 acht Länderspiele.
Für die U19-Nationalmannschaft debütierte sie am 18. Oktober 2017 im torlosen Spiel gegen die U19-Nationalmannschaft Sloweniens im ersten ihrer fünf von sechs EM-Qualifikationsspielen der ersten und zweiten Qualifikationsrunde; gegen die U19-Nationalmannschaft Kasachstans erzielte sie beim 6:0-Sieg das Tor zum 4:0 in der 62. Minute per Strafstoß. Im Spieljahr 2018 kam sie am 2., 5. und 8. Oktober in drei Spielen der Gruppe 12 der ersten Qualifikationsrunde zur Berücksichtigung; im letzten, beim 6:0-Sieg über die U19-Nationalmannschaft Armeniens, erzielte sie erneut ein Tor und wiederum das zum 4:0 in der 53. Minute.
Ihr A-Länderspieldebüt erfolgte mit dem Freundschaftsspiel gegen die Nationalmannschaft Portugals am 10. November 2018 in Rio Maior. Bei der 0:1-Niederlage wurde sie für Natasha Harding in der 64. Minute eingewechselt. Drei Tage später kam sie in Cova da Piedade gegen diese Mannschaft die ersten 30 Minuten zum Zuge, bevor sie für Kylie Nolan im torlos gebliebenen Spiel ausgewechselt wurde.
Erst am 6. April 2023 kam sie in Cardiff mit Einwechslung für Esther Morgan in der 77. Minute im mit 4:1 gewonnenen Freundschaftsspiel gegen die Nationalmannschaft Nordirlands zu ihrem dritten A-Länderspiel. Ein weiteres, viertes Freundschaftsspiel bestritt sie am 27. Februar 2024 im Tallaght Stadium beim 2:0-Sieg über die Nationalmannschaft Irlands. Des Weiteren wurde sie im vierten und sechsten Spiel der Gruppe A3 bei der Premiere des Nations-League-Wettbewerbs (1:2 vs. Dänemark am 31. Oktober 2023 in Viborg,  0:0 vs. Deutschland am 5. Dezember 2023 in Swansea) eingesetzt, wie auch im zweiten bis fünften Spiel der Gruppe A4 bei der zweiten Austragung des Wettbewerbs. Sie kam im ersten und fünften Spiel der EM-Qualifikationsgruppe B4 zum Einsatz. Für die angestrebte Teilnahme an der Europameisterschaft 2025 wurde sie zuvor am 25. Oktober 2024 im Hinrundenspiel der ersten Ausschlussrunde bei der 1:2-Niederlage gegen die Nationalmannschaft der Slowakei und im Rückrundenspiel der zweiten Ausschlussrunde beim 2:1-Sieg über die Nationalmannschaft Irlands am 3. Dezember 2024 eingesetzt. Der Sieg bedeutete zugleich die Qualifikation für die in der Schweiz stattfindende Europameisterschaft 2025.
Dem EM-Kader zugehörig, wurde sie einzig im ersten Spiel der Gruppe D, bei der 0:3-Niederlage gegen die Nationalmannschaft der Niederlande am 5. Juli in Luzern eingesetzt; mit Einwechslung in der 46. Minute für Esther Morgan.

## Erfolge
Nationalmannschaft
- Erste Teilnahme an einer Europameisterschaft (2025)

Bristol City
- Meister Women’s Super League 2 2023 und Aufstieg in die Women’s Super League